# Beneath the Surface
Beneath the Surface is het derde solo studioalbum van de Amerikaanse rapper en Wu-Tang Clan-lid, GZA. Het album werd gereleased op 29 juni 1995 door MCA Records. Het album bereikte op haar piek een 9e plaats in de Amerikaanse Billboard 200. In de R&B/Hip-Hop hitlijst van Billboard stond het album zelfs op een eerste plaats. De toonaangevende muziekwebsite AllMusic waardeerde het album met vier en halve ster.

## Tracklist
| Nr. | Titel                                                                            | Producer(s)      | Duur |
| --- | -------------------------------------------------------------------------------- | ---------------- | ---- |
| 1.  | Intro                                                                            | GZA              | 1:16 |
| 2.  | Amplified Sample                                                                 | Mathematics      | 3:31 |
| 3.  | Beneath the Surface (featuring Killah Priest, Res & Santigold)                   | Inspectah Deck   | 4:29 |
| 4.  | Skit #1                                                                          | GZA              | 0:37 |
| 5.  | Skit #2                                                                          | GZA              | 0:31 |
| 6.  | Crash Your Crew (featuring RZA & Ol' Dirty Bastard)                              | John the Baptist | 3:07 |
| 7.  | Breaker, Breaker                                                                 | Arabian Knight   | 3:38 |
| 8.  | High Price, Small Reward (featuring Masta Killa)                                 | Mathematics      | 1:43 |
| 9.  | Hip Hop Fury (featuring RZA, Hell Razah, Timbo King & Dreddy Kruger)             | Arabian Knight   | 3:44 |
| 10. | Skit #3                                                                          | GZA              | 0:47 |
| 11. | 1112 (featuring Masta Killa, Killah Priest & Njeri Earth)                        | RZA              | 4:18 |
| 12. | Skit #4 (featuring Angela Yee)                                                   | GZA              | 0:45 |
| 13. | Victim (featuring Joan Davis & Njeri Earth)                                      | Arabian Knight   | 4:04 |
| 14. | Publicity                                                                        | Mathematics      | 2:37 |
| 15. | Feel Like An Enemy (featuring Hell Razah, Killah Priest, Trigga & Prodigal Sunn) | Mathematics      | 3:12 |
| 16. | Stringplay (Like This, Like That) (featuring Method Man)                         | Arabian Knight   | 3:18 |
| 17. | Mic Trippin                                                                      | Mathematics      | 2:59 |
| 18. | Outro (featuring La the Darkman & Timbo King)                                    | Arabian Knight   | 1:34 |